# خرشنة وردية

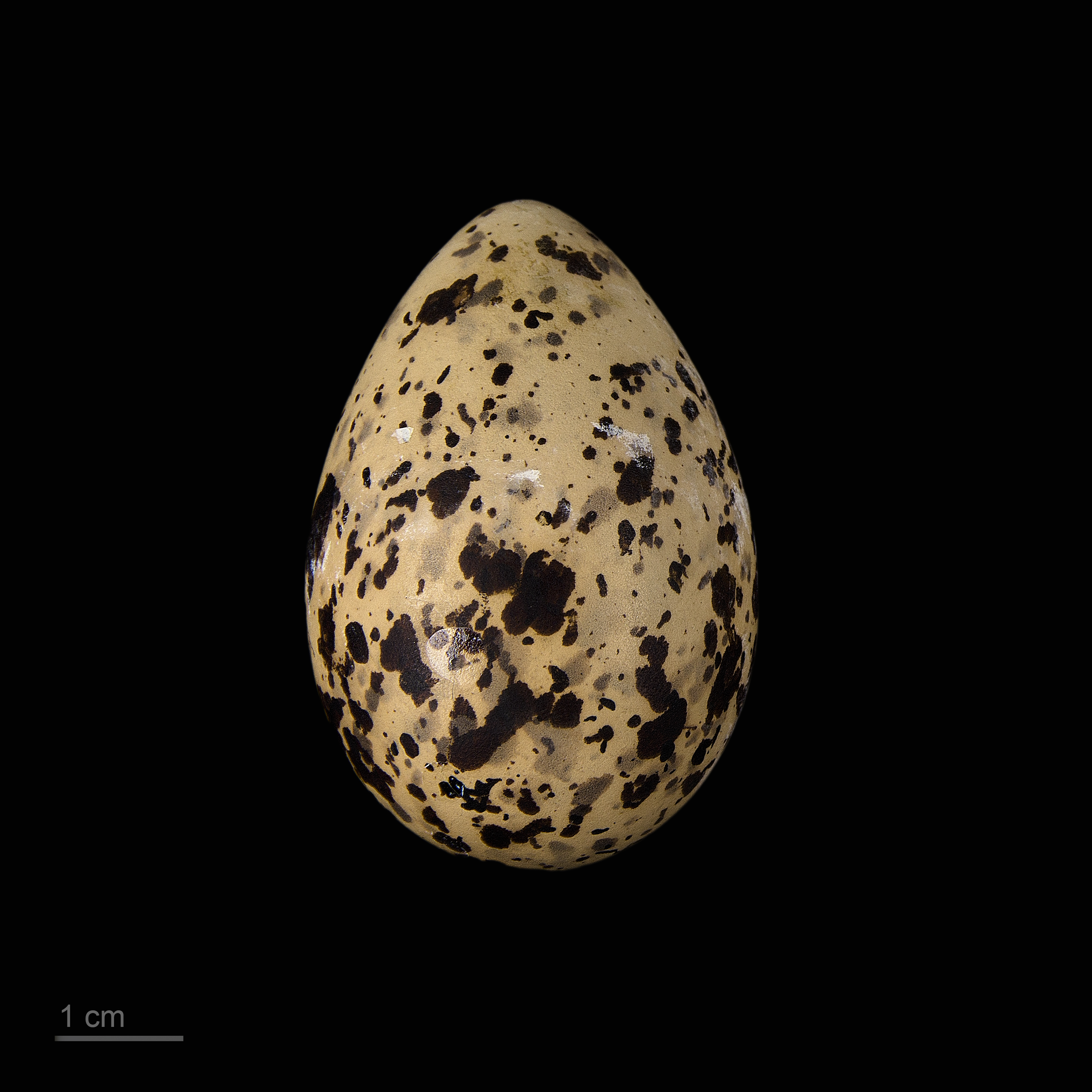
Sterna dougallii dougallii

خرشنة وردية أو خطاف وردي (الاسم العلمي: Sterna dougallii) (بالإنجليزية: Roseate Tern)‏ هو نوع من الطيور يتبع جنس الخرشنة من الفصيلة النورسية.